# Полатлы
Полатлы́ (тур. Polatlı) — город и район в турецком иле Анкара, к юго-западу от Анкары, на правом берегу реки Сакарья, на Галатском плато в центральной части Анатолийского плато.

## История
На окраине города находится одноимённый телль, остатки многослойного поселения бронзового века (3—2-го тысячелетия до н. э.), спасательные раскопки южной и центральной частей которого проводились англо-турецкой экспедицией под руководством Сетона Ллойда и директора Хеттского музея в Анкаре Нури Гёкче (Nuri Gökçe) в 1949 году.
Северо-западнее Полатлы находятся развалины Гордиона, столицы Фригии.
Близ современного селения Енидоган в 15 км к северо-востоку от Полатлы и в 20 км от древнего Гордиона проводятся с 1970-х годов раскопки турецких археологов. Здесь обнаружены остатки монументальных фортификационных сооружений и других построек города фригийского времени, превышавшего Гордион по размерам. В окрестностях обнаружены пять курганных захоронений.
Город начал активно развиваться после строительства Анатолийской железной дороги. Железнодорожная линия из Эскишехира до Анкары длиной 263 км была открыта в декабре 1892 года. Строительство осуществлялось немецкой компанией «Филипп Хольцман», финансировал строительство Deutsche Bank. Таким образом, Анкара получила прямое железнодорожное сообщение с западными частями Османской империи и со столицей Константинополем.
23 августа 1921 года греческие войска форсировали реку Сакарья и взяли Полатлы. В ходе сражения у реки Сакарья (23 августа — 13 сентября) греческим войскам было нанесено тяжёлое поражение, они были вынуждены отступить до линии Эскишехир — Афьон-Карахисар (ныне Афьонкарахисар). Западнее Полатлы, у дороги в Эскишехир, на горе Картал (1002 м) установлен Памятник Мехметчику (так в Турции называют солдат).
В 1941 году в Полатлы переведено Ракетно-артиллерийское училище, которое готовит кадровых офицеров, офицеров запаса и унтер-офицеров сверхсрочной службы для всех артиллерийских подразделений и частей сухопутных войск. Ежегодно выпускается около 200 кадровых офицеров, до 250 офицеров запаса, около 300 унтер-офицеров. При училище имеются следующие курсы усовершенствования офицерского состава: эксплуатация 105-, 155- и 203,2-мм самоходных гаубиц и 175-мм пушек; подготовка пилотов вертолетов и самолётов для корректировки артиллерийского огня; подготовка офицеров-техников; повышение квалификации и специализация унтер-офицеров; подготовка унтер-офицеров-техников.

## Достопримечательности
В деревне Яссыхююк, к северо-западу от Полатлы действует Гордионский музей, открытый как филиал Музея анатолийских цивилизаций.